# The Pretender (musikalbum)
The Pretender är ett musikalbum av Jackson Browne som lanserades 1976 på Asylum Records. Det producerades av Browne tillsammans med Jon Landau. Albumets titelspår och "Here Come Those Tears Again" släpptes som singlar. Albumet var nominerat till en Grammy och blev år 2003 listat som #391 i magasinet Rolling Stones lista The 500 Greatest Albums of All Time.

## Låtlista
Alla låtar av Jackson Browne, om ej annat anges
Sida 1
1. "The Fuse" – 5:50
2. "Your Bright Baby Blues" – 6:05
3. "Linda Paloma" – 4:06
4. "Here Come Those Tears Again" (Browne, Nancy Farnsworth) – 3:37

Sida 2
1. "The Only Child" – 3:43
2. "Daddy's Tune" – 3:35
3. "Sleep's Dark and Silent Gate" – 2:37
4. "The Pretender" – 5:53

## Listplaceringar
- Billboard 200, USA: #5[1]
- UK Albums Chart, Storbritannien: #26[2]